# Power Macintosh 8200

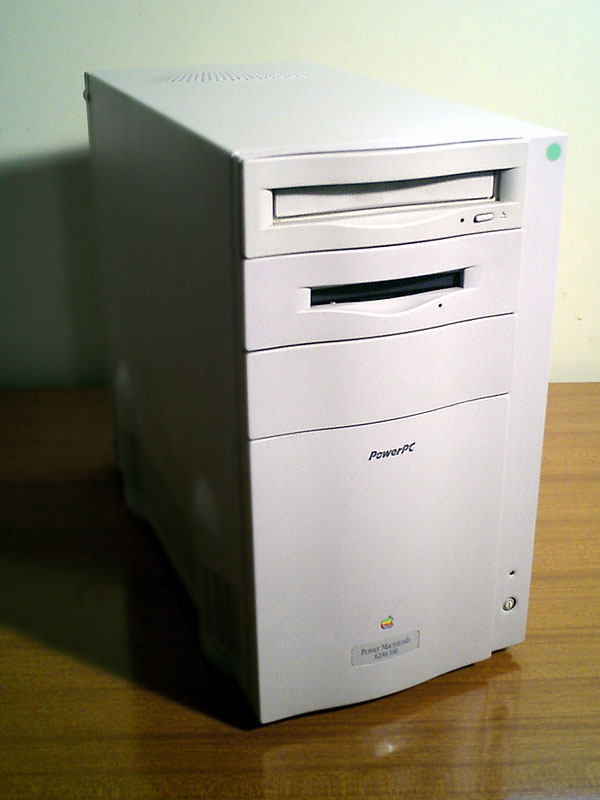
Der Power Macintosh 8200/100, eingeführt im April 1996

Der Power Macintosh 8200 (Code-Name: „Catalyst“) ist ein Personal Computer des Unternehmens Apple und gehört zur Power-Macintosh-Serie. Er ist eine überarbeitete Ausgabe des Power Macintosh 7200 und wurde ausschließlich im Towergehäuse ausgeliefert. Aufgrund seiner Basis gehört er zur Modellreihe 7200. Als Zielgruppe waren Graphiker, Agenturen und Druckereien angepeilt, die relativ preisgünstig einen anspruchsvolleren Mittelklasserechner erwerben wollten. Der Power Macintosh 8200 wurde nur in Europa vertrieben.
Mit Einführung des 8200 stellte Apple alle Bauarten des 7200 ein. Als einzige Ausnahme blieb das 90-MHz-Modell mit vierfachem CD-ROM-Laufwerk im Programm.
Der 8200 wurde in zwei Leistungsvarianten angeboten. Beide PCI-Macs besaßen den bewährten Hauptprozessor Motorola PowerPC 601. Der 8200/100 besaß ohne L2-Cache 8 MB RAM, beim 8200/120 wurden 16 MB RAM und 256 KB L2-Cache verbaut. Da der Prozessor auf die Hauptplatine gelötet ist, gestaltet sich ein Austausch schwierig.
Die Rechner wurden mit dem System macOS 7.5.3 ausgeliefert und sind bis macOS 9.1 aufrüstbar.
Das Gehäuse ist wie beim 7200 sehr gut zugänglich, und die diversen Steckplätze ermöglichen ein vielfältiges Aufrüsten.

## Systemprofile
Apple Power Macintosh 8200/100 (erweiterter 7200)
- Bauzeit: April 1996 – Mitte 1997
- Hauptprozessor: PowerPC 601+
- Massenspeicher: SCSI-Festplatte, 4 × CD-ROM-Laufwerk, 3,5″-Laufwerk für 1,44-MB-Disketten, eventuell Zip-Laufwerk (2 × SCSI)
- Level-I-Cache: bis 32 KB
- Busrate: 40 MHz
- Taktrate: 100 MHz
- Max. Arbeitsspeicher: 512 Megabyte (4 × 168 polige DIMM-Speicherbänke)
- ROM-Größe: 4 MB
- Grafikspeicher: 1 MB, ausbaubar zu 4 MB durch drei DIMM-Speicherbänke
- Grafikauflösung: ja nach Speicherausbau
- Ton: 16-bit Stereosystem
- Anschlüsse: 3 PCI, SCSI: DB-25, Serielle Ports: 2, ADB: 1

Apple Power Macintosh 8200/120 (erweiterter 7200)
- Bauzeit: April 1996 – Mitte 1997
- Hauptprozessor: PowerPC 601+
- Massenspeicher: SCSI-Festplatte, 8 × CD-ROM-Laufwerk, 3,5″-Laufwerk für 1,44-MB-Disketten, eventuell Zip-Laufwerk (2 × SCSI)
- Level-II-Cache: bis 256 KB
- Busrate: 40 MHz
- Taktrate: 120 MHz
- Max. Arbeitsspeicher: 512 Megabyte (4 × 168 polige DIMM-Speicherbänke)
- ROM-Größe: 4 MB
- Grafikspeicher: 1 MB, ausbaubar zu 4 MB durch drei DIMM-Speicherbänke
- Grafikauflösung: ja nach Speicherausbau
- Ton: 16-bit Stereosystem
- Anschlüsse: 3 PCI, SCSI: DB-25, Serielle Ports: 2, ADB: 1